# Ripipterygidae
Ripipterygidae, es una familia de insectos ortópteros celíferos. Se distribuye Desde México hasta Argentina.

## Géneros
Según Orthoptera Species File (31 mars 2010):
- Mirhipipteryx Günther, 1969
- Ripipteryx Newman, 1834